# منور رضایوا
منور رضایوا (ترکی آذربایجانی: Münəvvər Rzayeva; ۶ ژوئن ۱۹۲۹ – ۶ ژوئن ۲۰۰۴) مجسمه‌ساز اهل اتحاد جماهیر شوروی سوسیالیستی بود.